# Jürgen F. Baur
Jürgen Fritz Baur (* 12. September 1937 in Tübingen) ist ein deutscher Rechtswissenschaftler und ehemaliger Hochschullehrer.

## Leben
Jürgen F. Baur, Sohn von Fritz Baur, studierte nach dem Abitur ab 1956 Rechtswissenschaften an den Universitäten Tübingen, München und Göttingen. Nach dem Ersten Juristischen Staatsexamen 1960 arbeitete er ab 1962 als wissenschaftlicher Assistent am Max-Planck-Institut für ausländisches und internationales Privatrecht in Hamburg. Ein Jahr später schloss er in Tübingen unter Betreuung von Ludwig Raiser seine Promotion zum Dr. iur. ab. 1965 legte Baur sein Zweites Staatsexamen ab und trat im selben Jahr eine Stellung als wissenschaftlicher Assistent von Ernst Steindorff an der Universität München an. 1971 vollendete Baur seine Habilitation und erhielt die Venia legendi unter anderem für die Fächer Bürgerliches Recht und Wirtschaftsrecht.
1972 trat Baur eine ordentliche Professur an der Universität Hamburg an. 1988 wechselte er auf den Lehrstuhl für Bürgerliches Recht, Wirtschaftsrecht, Europarecht an der Universität zu Köln und war bis zu seiner Emeritierung 2002 Direktor des Instituts für das Recht der Europäischen Gemeinschaften. Bis zu seinem Wechsel nach Köln war Baur zudem Richter am Hanseatischen Oberlandesgericht Hamburg. Nach seiner Emeritierung arbeitete Baur als of counsel der Kanzlei Linklaters. Ausgewiesen durch seine zahlreichen Publikationen gilt Baur als einer der führenden Experten zum deutschen und europäischen Energierecht.

## Werke (Auswahl)
Baurs Forschungsschwerpunkte liegen vor allem im Europäischen Wirtschaftsrecht sowie dem deutschen und europäischen Energierecht. Darüber hinaus gilt das von seinem Vater Fritz Baur begründete Lehrbuch zum Sachenrecht, das Jürgen F. Baur gemeinsam mit Rolf Stürner in nunmehr 18. Auflage fortführt (Stand Oktober 2017), als eines der Standardlehrbücher zum Sachenrecht.
- Die Verkehrsgeltung. Universitätsverlag, Tübingen 1964 (Dissertation).
- Der Missbrauch im deutschen Kartellrecht. Mohr, Tübingen 1972, ISBN 978-3-16-632891-1 (Habilitationsschrift).
- Das Diskriminierungsverbot im Energieversorgungsbereich unter besonderer Berücksichtigung der Verhältnisse in der Elektrizitätswirtschaft. R.v.Decker, Heidelberg 1979, ISBN 978-3-7685-2479-7.
- Die Gebietsschutzverträge der Energieversorgungswirtschaft unter Fristenregelung und Kartellverbot seit der 4. Kartellnovelle. R.v.Decker, Heidelberg 1981, ISBN 978-3-7685-8281-0.
- Vergütungen für Strom aus Eigenerzeugungsanlagen: eine energierechtliche Untersuchung. Nomos, Baden-Baden 1990, ISBN 978-3-7890-2049-0.
- mit Markus Moraing und Paul Páez-Maletz: Marktzutrittsbeschränkungen beim Erdgas in EG-Mitgliedstaaten: eine nach Sachgebieten geordnete Länderanalyse. Nomos, Baden-Baden 1990, ISBN 978-3-7890-2196-1.
- mit Markus Moraing: Rechtliche Probleme einer Deregulierung der Elektrizitätswirtschaft. Nomos, Baden-Baden 1994, ISBN 978-3-7890-3372-8.
- mit Philip Matthey: Rechtliche Anforderungen an die Vergabe von Energiespar-Contracting-Aufträgen. Nomos, Baden-Baden 1998, ISBN 978-3-7890-5378-8.
- mit Katrin Henk-Merten: Kartellbehördliche Preisaufsicht über den Netzzugang. Nomos, Baden-Baden 2002, ISBN 978-3-7890-7963-4.
- mit Andreas Lückenbach: Fortschreitende Regulierung der Energiewirtschaft: eine kritische Stellungnahme zu den Kommissionsvorschlägen zur Änderung der Binnenmarktrichtlinie Erdgas (98/30/EG). Nomos, Baden-Baden 2002, ISBN 978-3-7890-8153-8.
- mit Katrin Henk-Merten: Entgeltfindung unter Kontrahierungszwang. Nomos, Baden-Baden 2003, ISBN 978-3-8329-0023-6.
- mit Bernhard Kreße: Ausnahmen von der Zulässigkeit der Weitergabe von Belastungen aus dem Erneuerbaren-Energie-Gesetz auf Letztverbraucher zum Erhalt der Aluminiumindustrie in Deutschland. Nomos, Baden-Baden 2004, ISBN 978-3-8329-0548-4.
- mit Kai Uwe Pritschke und Stefan Klauer: Ownership unbundling: Wesen und Vereinbarkeit mit Europarecht und Verfassungsrecht. Nomos, Baden-Baden 2006, ISBN 978-3-8329-1745-6.
- mit Kai Uwe Pritschke und Marco Garbers: Anreizregulierung nach dem Energiewirtschaftsgesetz 2005. Nomos, Baden-Baden 2006, ISBN 978-3-8329-1862-0.